# Popardowa
Popardowa – wieś w Polsce położona w województwie małopolskim, w powiecie nowosądeckim, w gminie Nawojowa.
| SIMC    | Nazwa           | Rodzaj    |
| ------- | --------------- | --------- |
| 0455730 | Groń            | część wsi |
| 0455746 | Mała Góra       | część wsi |
| 0455752 | Na Margani      | część wsi |
| 0455769 | Popardowa Niżna | część wsi |
| 0455775 | Popardowa Wyżna | część wsi |

W latach 1975–1998 miejscowość administracyjnie należała do województwa nowosądeckiego. W 2009 roku liczyła 493 mieszkańców.

## Zabytki
- Kapliczka ufundowana przez Błażeja Kulpę w 1857.